# Limacina helicina
Limacina helicina là một loài ốc biển săn mồi bơi nhỏ trong họ Limacinidae, thuộc nhóm có tên gọi thông dụng là bướm biển (Thecosomata).
Limacina helicina là một loài có đặc điểm của mesozooplankton trong hệ sinh thái biển khơi Bắc Cực.
Các ghi chép đầu tiên của loài này do Friderich Martens ghi lại tại Spitsbergen vào năm 1675. Limacina helicina cũng được quan sát thấy trong một chuyến thám hiểm năm 1773 đến Bắc Cực của John Constantine Phipps trên tàu HMS Racehorse và HMS Carcass và loài này đã được mô tả trong một năm sau, vào năm 1774.
Limacina helicina là loài điển hình của chi Limacina.
Ngược lại với quan điểm truyền thống, năm 2010 người ta chứng minh rằng sự phân bố của loài này là không lưỡng cực; các cá thể sinh sống ở Bắc Cực và Nam Cực thuộc hai loài khác biệt về mặt di truyền. Limacina helicina ở Bắc Cực, và Limacina antarctica ở Nam Cực.